# Жената на френския лейтенант
„Жената на френския лейтенант“ (на английски: The French Lieutenant's Woman) е роман на британския писател Джон Фаулз, издаден през 1969 година. На български романът е преведен със заглавие „Грешницата от Лайм Риджис“ и подзаглавие „Жената на френския лейтенант“.
Книгата е своеобразна смес между исторически и любовен роман.
Романът е най-популярното произведение на Фаулз. Популярността му се дължи отчасти и на успешната екранизация на романа (адаптация – Харолд Пинтър), в който в главните роли играят Мерил Стрийп и Джеръми Айрънс.